# Kreuzbergpas
De Kreuzbergpas (Duits: Kreuzbergpass, ook: Kreuzbergsattel) of Passo di Monte Croce Comelico is een 1636 meter hoge bergpas op de grens van de Italiaanse provincies Bozen-Zuid-Tirol en Belluno. De pas is gelegen in de Dolomieten, niet ver van de Drei Zinnen. De pas vormt een verbinding tussen Sexten in Zuid-Tirol en Comelico en Santo Stefano di Cadore in Belluno.
Ter onderscheiding van de Kärtner Kreuzberg, welke ongeveer zestig kilometer oostelijker ligt, wordt de bergpas ook wel Sextener Kreuzberg genoemd.

## Afbeeldingen

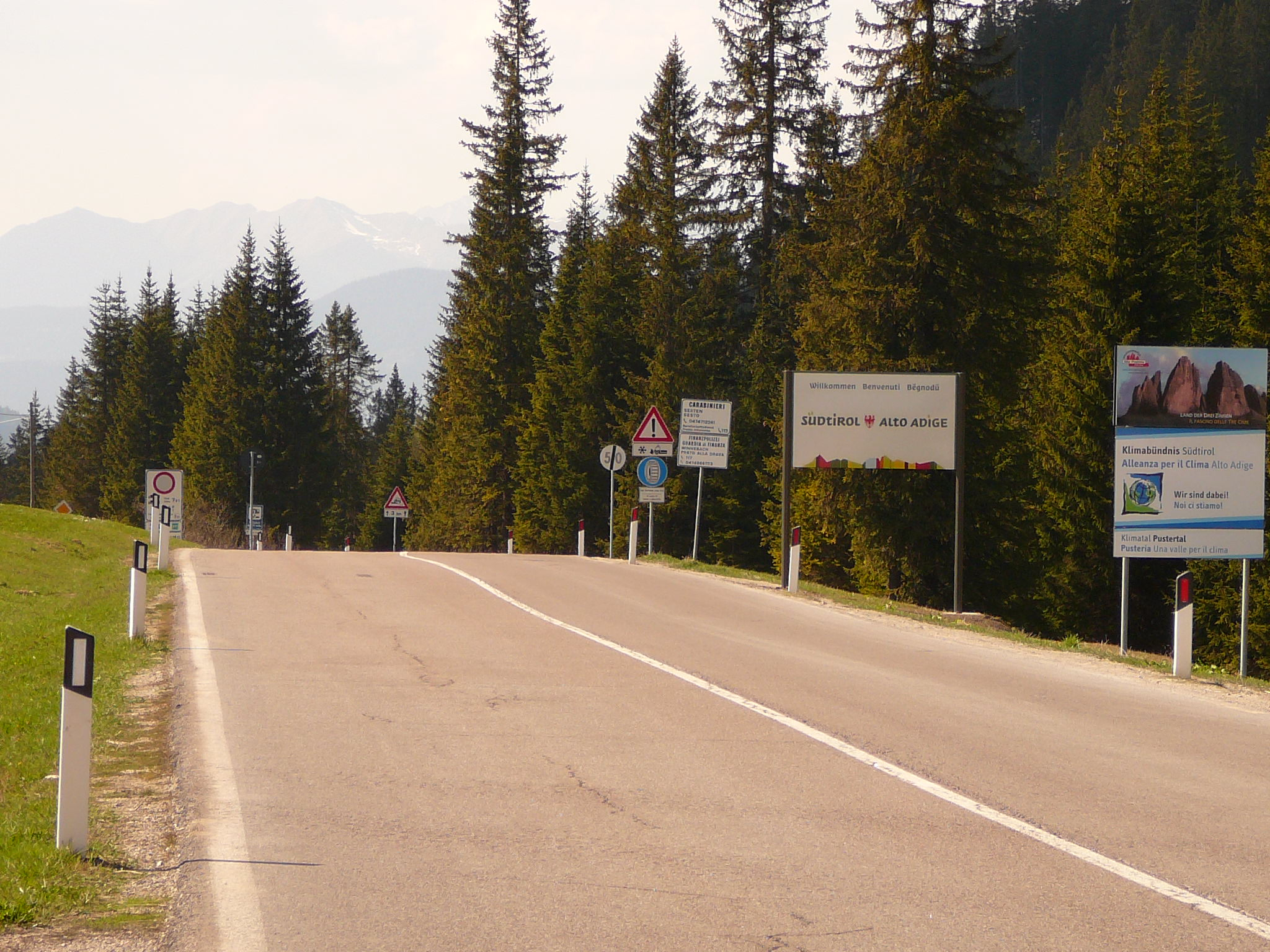
Blik op de pashoogte richting Sexten
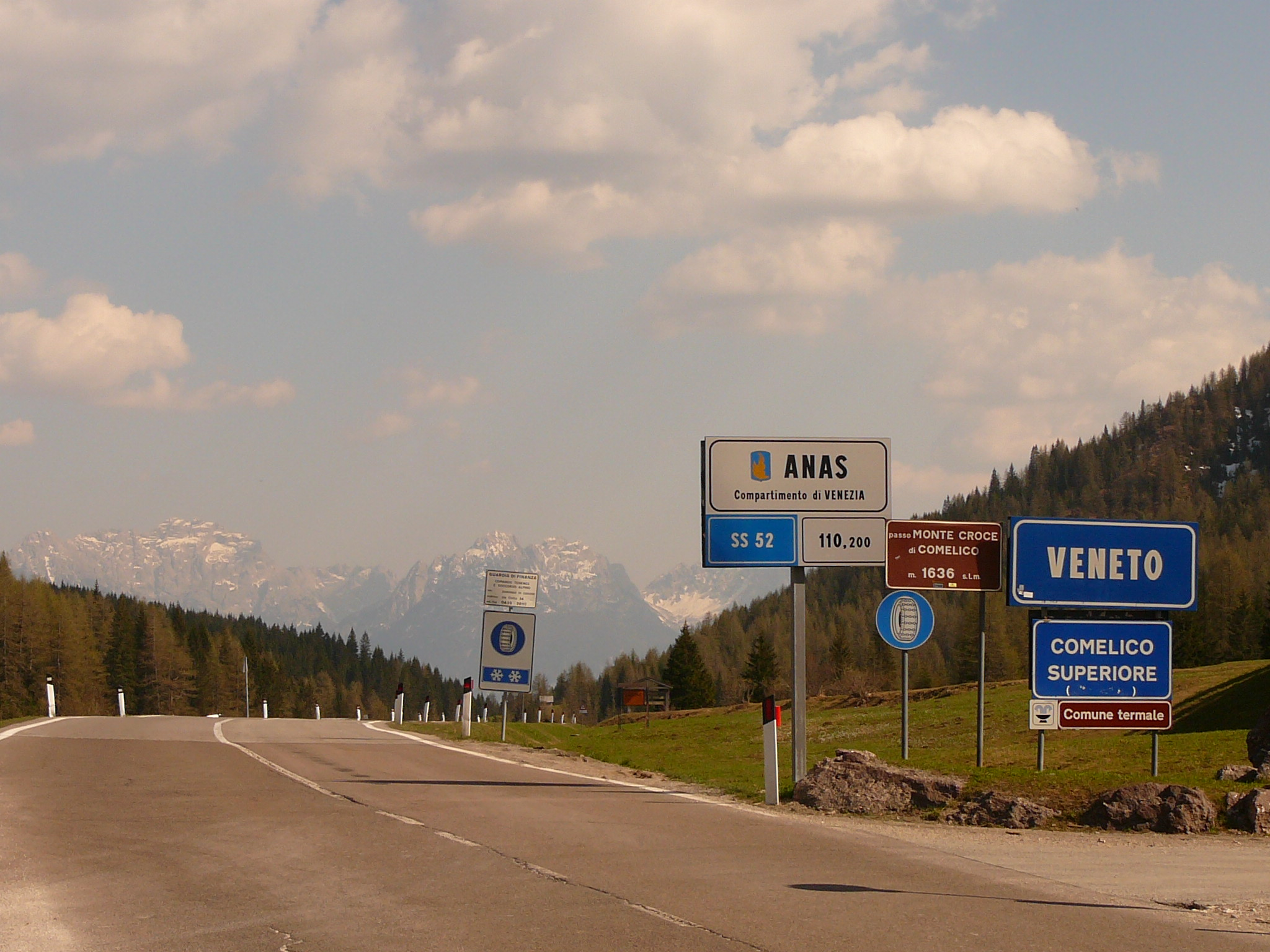
Blik op de pashoogte richting Santo Stefano di Cadore

Agnello · Aprica · Assietta · Baremone · Brenner · Brocon · Cadibona · Capannelle · Campolongo · Costalunga · Croce Dominii · Cuvignone · Duran · Esischie · Falzarego · Fauniera · Fedaia · Finestre · Forcola di Livigno · Foscagno · Gardena · Gavia · Giau · Giogo di Bala · Grote Sint-Bernhard · Jaufen · Joux · Kleine Sint-Bernhard · Lavaze · Leonessa · Lombarda · Maddalena · Manghen · Maniva · Mendel · Montgenèvre · Mont-Cenis · Monte Cristo · Mortirolo · Nigra · Nivolet · Penser Joch · Platigliolepas · Pfitscherjoch · Plöcken · Pordoi · Pratoriscio · Predil · Presolana · Reschen · Rolle · Sampeyre · San Carlo · San Marco · San Pellegrino · San Zeno · Scale · Sella · Sestriere · Sommeiller · Splügen · Staller Sattel · Staulanza · Stelvio · Tenda · Timmelsjoch · Tonale · Tre Croci · Tremalzo · Umbrail · Val Bighera · Valcavera · Valles · Valparola · Via del Sale · Vivione · Würz